# NASCAR

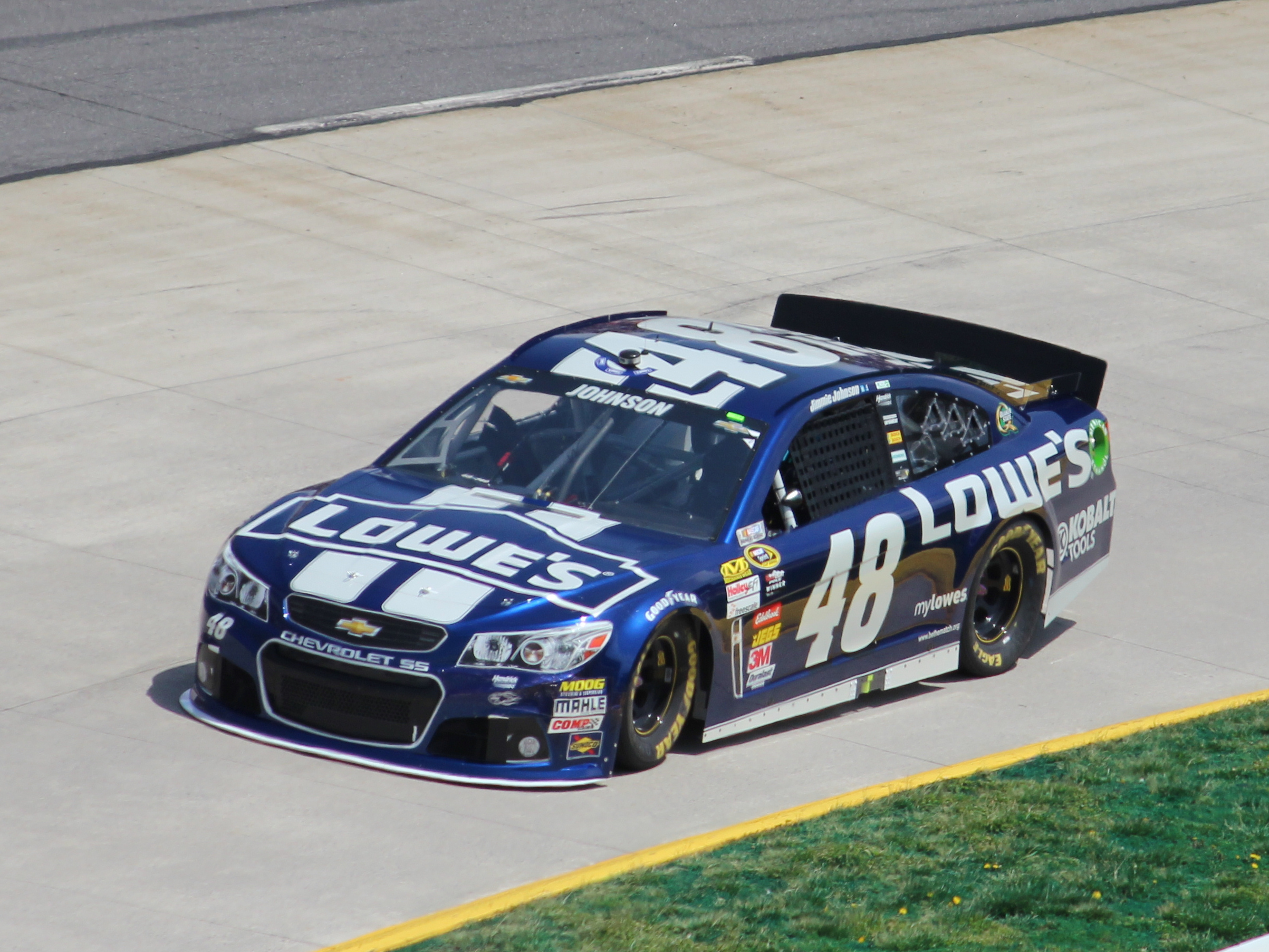
シボレー・SS（2013年）

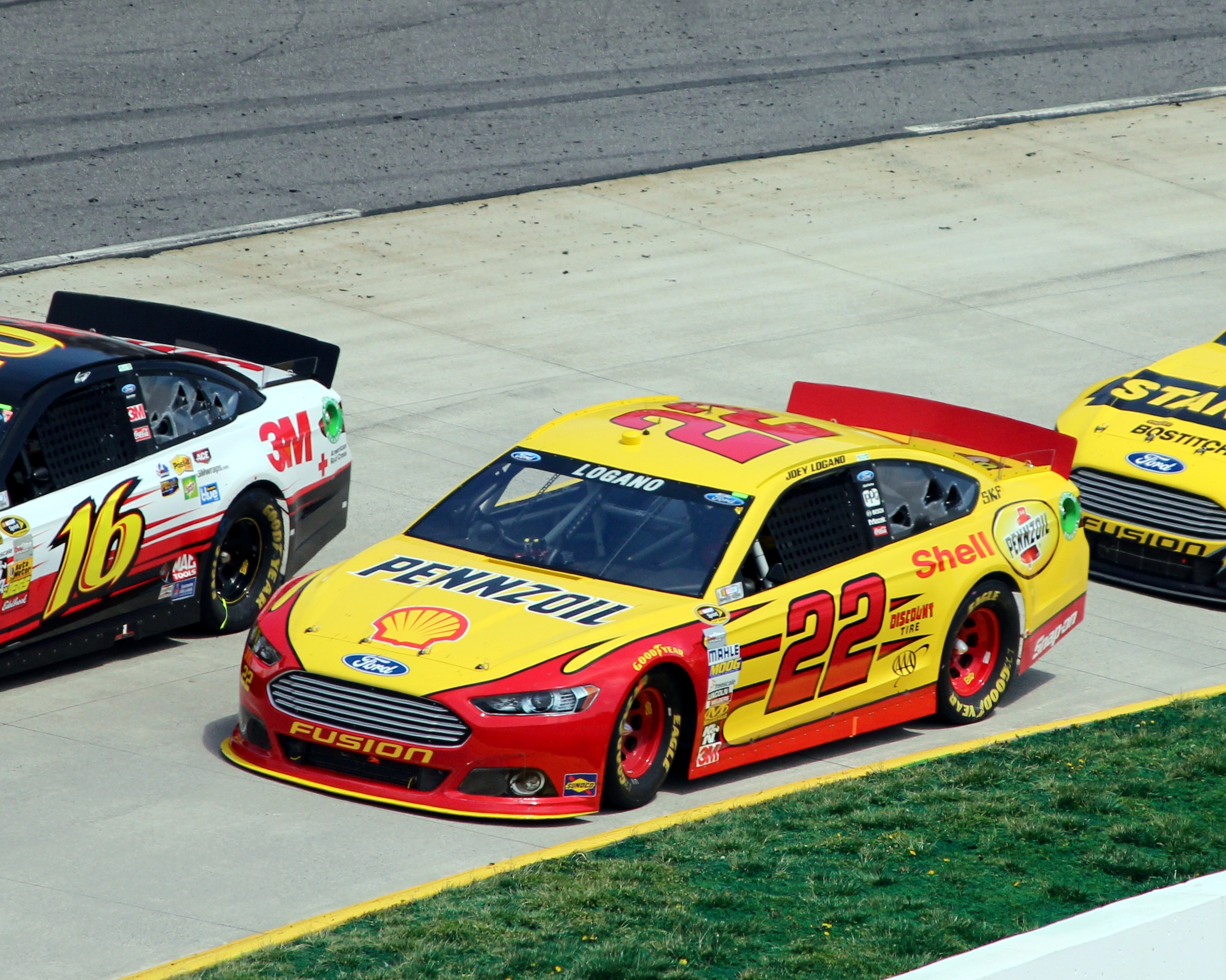
フォード・フュージョン（2013年）

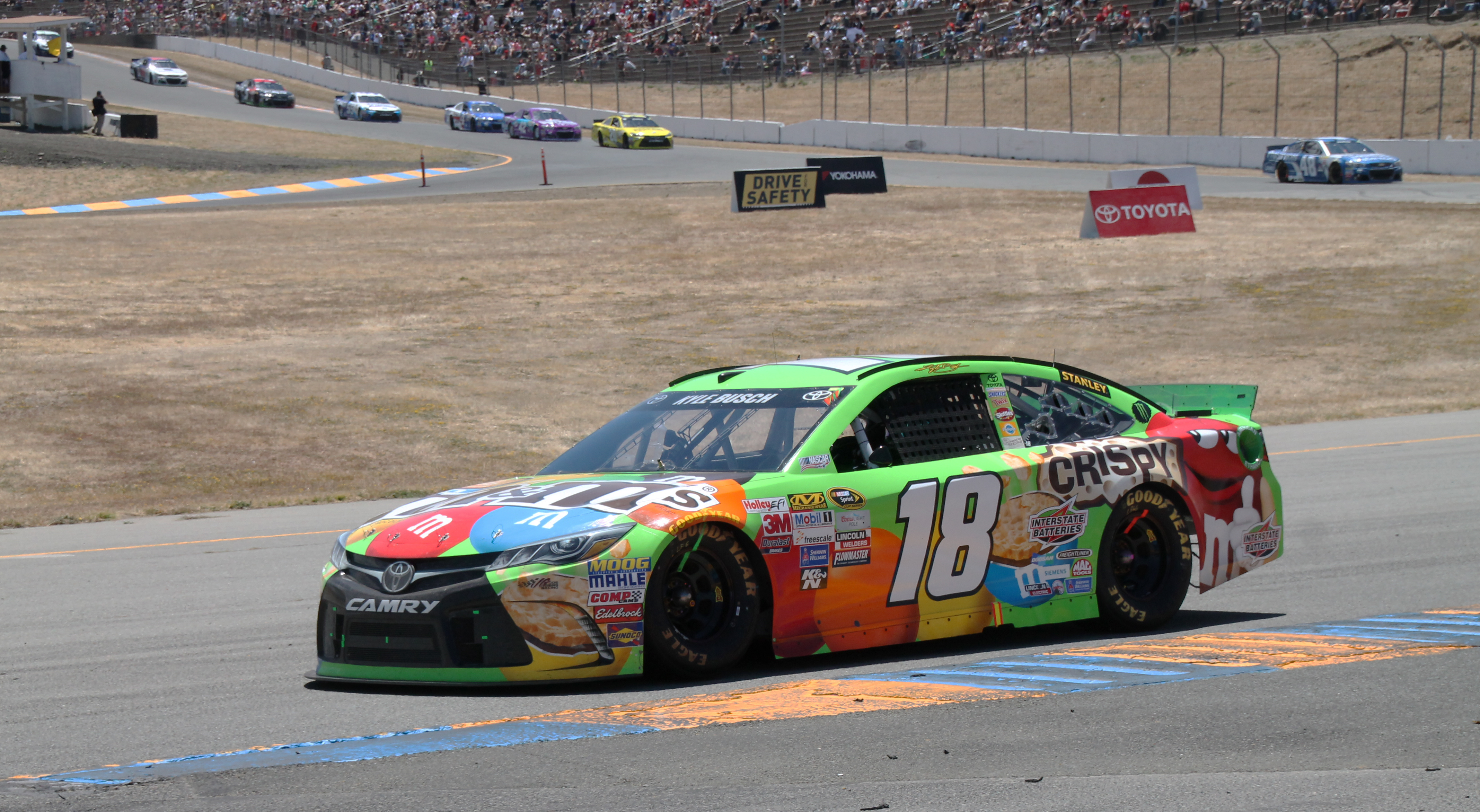
トヨタ・カムリ（2015年）

NASCAR（ナスカー、National Association for Stock Car Auto Racing, 全米自動車競走協会）はフロリダ州デイトナビーチに本部を置くアメリカ合衆国で最大のモータースポーツ統括団体であり、同団体が統括するストックカーレースの総称でもある。
統括団体としてのNASCARは、1948年にビル・フランス・シニアとエド・オットーによって設立された。

## 概要
NASCARは、かつては四輪市販車（ストックカー）をベースに改造を施した車両で行われたが、現在は市販車に似せた純レーシングカーを使用するレースであり、主に北米大陸で行われる独自のレースカテゴリーである。
カテゴリーはNASCARカップ・シリーズを頂点とするピラミッド構造となっている。NASCARカップ、そしてNASCARカップの年式落ちの車を使用するエクスフィニティ・シリーズ（Xfinity Series）、ピックアップトラックベースの車で争われるガンダー・アウトドアーズ・トラック・シリーズの3カテゴリーは“三大シリーズ（Three Largest Series）”で全米のレース場を転戦し、全てのレースでテレビ中継がある。「三大カップ戦」という呼び方がファン・ジャーナリストの間で定着しているが、本来「カップ戦」というのは頂点の現モンスターエナジーカップのみに与えられる称号であり、英語でもそのような表現は存在しないので誤りである。
その下にはRegional Series（リージョナル シリーズ）として、昔のBuschシリーズマシンを使用するレギュレーションから始まったNASCAR K&N PRO SERIESがEastシリーズ（東海岸エリア）とWestシリーズ（西海岸エリア）の2つの地域に分かれて開催されており、7月のアイオワ・スピードウェイと8月のGateway Motorsports Park でEastシリーズとWestシリーズの合同レースが年に2度 開催される。Whelen Modified Tour（ウェレン モディファイド ツアー）も北シリーズと南シリーズとして開催されている。またインターナショナルシリーズとして、Pinty's Series（ピンティーズ）、PEAK MEXICO Series（ピーク・メキシコ）そしてWhelen Euro Series（ウェレン・ユーロ）までが、NASCAR Regional Seriesとして北米外で開催されている。
「Whelen All-American Series」と呼ばれるカテゴリー、Local Racing と総称される2005年現在は地域ごとの8カテゴリーが存在する。使用される車の細かいレギュレーションはカテゴリーによって異なることが多い。またARCA等NASCAR以外の競技団体が主催するストックカーレースも、その多くが実質的に3大シリーズ戦へのステップアップカテゴリーとして機能している。
通常NASCARに参戦するドライバーは各地域カテゴリーから徐々にステップアップするのが通例だが、中にはIRLやチャンプカー（旧CART）など、フォーミュラカーレースからの転身組も存在する。F1ドライバーではファン・パブロ・モントーヤ、ジャック・ヴィルヌーヴ、キミ・ライコネン、ナレイン・カーティケヤン、ネルソン・ピケJr.、インディカーからはダリオ・フランキッティ、ダニカ・パトリックが有名である。このうちモントーヤはネクステルカップ、ピケJr.はトラックシリーズのロードコースで勝利を挙げる成功を収めている。

## 歴史

### NASCARの誕生
NASCARのルーツは20世紀前半、主に広大な平地を有するアメリカ中部以南で行われていたアマチュアの自動車レースであり、さらにルーツを辿れば禁酒法時代に取り締まる警察車両から逃れるため、速い車を必要とした当時の "ならず者" に行き着くとされている。直接の発祥となったのはフロリダ州のデイトナ・ビーチにて互いの腕とマシンを競い合うため、各地の実力者達が集って催されたストックカー・レースであった。やがて競技ルールの平定が求められるようになり、1947年に同地で全米自動車競走協会（NASCAR）が発足。翌年には早速公式レースが開催され、数日後には同協会の法人化への手続きも完了して、その後は同地域を中心に競技が行われ続けた。

### シーズンの形成と車体の進化
1959年のデイトナ500初開催に多数の観客が詰め掛け、続く1960年代にはきわめて局所的ではあるがライブ中継が試みられていた。そして1969年 - 1970年にかけて競技車両はストックボディ（市販車）からパイプフレームへと移った。これによって軽量・高剛性になったことはもちろん、大きな安全性も得られた。1970年代初頭には煙草ブランドのウィンストンがNASCARの冠スポンサーへ付き、シリーズも近代的な形へと改編され、レース数の縮小、ショートトラックレースの排除などが行なわれた。レギュレーションの範囲内で車体も進化を重ね、よりパワフルなマシンが登場している。そして、そのモンスターマシンを駆るリチャード・ペティ達にいつしかアメリカ南部の若者は夢中となった。

### デイトナ・ビーチからお茶の間へ
1980年代へ入ってもNASCARは "カントリー" なイメージを払拭できずにいたが、それでも惹かれたファン達はデイル・アーンハートらのレースを観客席、あるいはリビングで固唾を呑み見守った。その後1979年にはウィンストン・カップ全戦のテレビ放映が開始、完全に興業の主体がテレビ放映へと移行する。それに伴って以後は都市部での視聴者拡大に対して運営側の強い意識が向けられた。ドライバー達にも幾度目かの世代交代が起こり、"都会っ子" ドライバーは伝統的な開催地にて度々熱心な親子のファンからブーイングを浴びつつも、テレビカメラを通して視聴する者達の応援を期待しながら走行を続けた。

### エンターテイメント性の追求
近年は同シリーズにとって目下のライバルであったオープンホイール競技団体の分裂もあり、最高峰シリーズの看板スポンサーが通信企業（スプリント）に変わった現代でもNASCARの人気は増加傾向である。そして南部を沸かせた英雄の息子はメディアの発達もあり全米の子供達のアイドルとなって、さらには3世代のファンとドライバー達も登場した。しかし今日では数千万人の視聴者を満足させ続けるレギュレーションが必要不可欠となり、2004年からはファンの納得できるチャンピオンの誕生と、シーズン後半の消化試合をなくす目的でチェイス（2017年からプレーオフに名称変更）が導入されている。また安全面では2001年のデイトナ500以後、対策が積極的に思案されるようになった。

## 規格

### コース
NASCARはインディカーと同じようにアメリカ独自のレースであり、ヨーロッパや日本のレースとは大きく異なっている。その主な理由は、多くのサーキットが、ヨーロピアンスタイルのロードコースではなく、アメリカンスタイルの楕円型をしたオーバルトラックであることに由来し、ロードコースでの開催は年間わずか2レースのみとなる。1周0.5マイル（約0.8 km）のショートオーバルから、2.66マイル（約4.3 km）のスーパースピードウェイのコースをひたすら超高速で周回する。オーバルサーキットの場合、その速度は各マシンのドラフティング効果も相まって時速300 km以上にも達する世界でも稀にみる超高速レースである。

### 車体
誤解されがちであるが、NASCARマシンはマルチメイクである。メーカー・チームごと車両は組み立て・開発をするか、他チームから購入する。ただしレースの成り立ちがアマチュアによる市販車レースであったため、NASCARは車体製造のコスト高騰を極端に嫌う。そのため高価なチタンやカーボンファイバーの使用を禁止している。競技用四輪車としては非常に重く、レギュレーションによって最低重量は3,450ポンド (≒1,560 kg) と規定されており、そもそも前述のような特殊材料を使ってまで軽量化をするメリットがない。これはレースのイコールコンディション化に大きく貢献している。
しかし〝ストックカー〟という名前が付いているものの、それ以外の実態については、ワンオフのパイプフレームに金属外板を貼りつけ市販車を模した外観で、燈火類は無く、それに当たる部分はステッカーや塗装で表現、ドアも無く乗り降りはガラスは無く、乗車後保護ネットを張った窓部分から行うなど、市販車とは全く異なるレーシングマシンである。1950年代から1960年代にかけて、アメリカ車にはどの車種にも非常に高出力なエンジンを搭載したスポーツモデルが設定され、頂点のモデルとしてファストバックスタイルのマッスルカーが若者の人気を集めていた時代には、メーカーの販促の意味もあり市販車ほぼそのままの形態で参戦していたが、より高度なエアロダイナミクスを求めて大型の空力付加物の装着が試みられた1969年から1970年シーズンのエアロ・ウォーリアと呼ばれる特殊モデルの台頭により、レース速度の高速化と車両価格の高騰が顕著となった事から、1971年シーズンからは空力付加物の制限とホモロゲーション取得のための最低販売台数が大幅に引き上げられたため、膨大な開発費用が掛かるエアロカーは僅か2シーズンで姿を消した。同時期に発生した第一次石油危機の影響と自動車排出ガス規制の強化、若者向け自動車保険の懲罰的高騰などにより、1960年代のような有鉛ガソリンの使用を前提とするフルパワーエンジンのマッスルカーの市販が次第に難しくなった事情なども重なり、その後はパイプフレームに金属製カウルを架装し、レース専用エンジンを積む現在のような車体が主流となった。
タイヤはそれほどでもなく、アルミホイールやマグネシウムホイール等の軽量ホイールを使用せず、一般のアルミホイールよりも軽量に作られているNASCAR用スチールホイールを使用し、なおかつレーシングカーによく見られるセンターロックホイールではなく、装着を容易にするためにナットはあらかじめホイールに接着された昔ながらの5穴ホイールであったが、2022年シーズンから実装されたGen7carではセンターロックホイールが採用された。
リアサスペンションは長らく車軸式が一般的であったが、2022年以降カップ戦では独立懸架式が採用されるようになっている。
車検の際には「テンプレート」を使用して空力チェックを行うユニークな場面が見られる。これはかつてスモーキー・ユニック（1923年5月25日 - 2001年5月9日）という規定違反すれすれの行為を繰り返していた悪名高いエンジニアが、他のマシンより空力的に勝る一回り小さいマシンを走らせ失格となったというエピソードから始まっている。車輌ごとに決められたテンプレートをあてがうことにより、空力的な違反が無いか細かくチェックされる。

### エンジン
エンジンは近年では珍しい存在となりつつあるOHVを使用している。しかし、358立方インチ (≒約5,866 cc) のOHVエンジンは軽く10,000 rpm近くまで回り、840馬力以上を搾り出す。これはDOHCエンジンを20,000 rpm近くまで回したNAエンジン時代のF1エンジンと同様に、最先端の技術によって作られたレーシングエンジンであることを窺い知ることができる。設計の自由度についてはむしろF1よりも大きいという。
ギアボックスはG-Force製Hパターン4速MTが組み合わされ、コースごとにギアレシオの変更を行う。
供給はGM、フォードに加え、2000年代に入ってトヨタが積極的な参入姿勢を示しており、2001年からNASCARマシンであるにもかかわらずDOHCエンジン搭載車であるセリカで下位カテゴリーへの参入を開始したのを皮切りに、2004年からはクラフツマン・トラック・シリーズにタンドラで参戦している。タンドラについては本来4カムSOHCのV型エンジンを、わざわざOHVに改造して参戦している。2007年からはカムリでスプリントカップ・シリーズ、ネイションワイド・シリーズの両シリーズに参戦している。
2011年までは燃料供給にキャブレターを使用していたが、環境保護アピール等の要因から、スプリントカップシリーズでは2012年よりフリースケール・セミコンダクタとF1のマクラーレンの関連会社であるマクラーレン・エレクトロニック・システムズが開発した電子制御式の燃料噴射装置が導入された。ただしレース中にエンジンマッピングを書き換えるような行為は禁止されており、ドライバーの腕による燃費制御等の余地を残している。
2012年までは米ビッグスリーの一角であるクライスラーもダッジブランドで供給を行ってきたが、有力チームのペンスキーを同年限りで失うなど近年勢力の衰退が著しく、結果的に同年限りでスプリントカップ・シリーズ及びネイションワイド・シリーズから撤退することになった。

### ホイール
2021年から長年の5穴仕様から変更され、次世代カップカーでセンターロックホイールが採用される。

### 安全対策

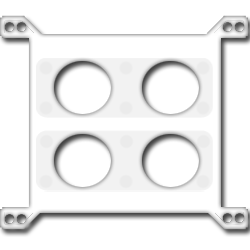
NASCARで使用されるリストリクタープレート

現在ではオーバルコースの外側やトラックによっては内側にも緩衝帯が設置されている。2001年デイトナ500でのデイル・アーンハートの死亡事故の後にはHANSの着用も義務付けられた。さらに2007年からは、カー・オブ・トゥモロー（CoT）と呼ばれる新型車がスプリントカップシリーズにおいて採用され2008年より全面移行、より安全性が強化された。
平均時速が高いデイトナ、タラデガの二箇所でレースが行われる場合、リストリクタープレートが装着される。これによって馬力は500馬力前後、レブリミットは7000rpm程度までに落ちる。
屋根にルーフフラップと言う空力ブレーキの設置が義務付けられている。これはスピンの際マシンが後ろ向きになると後ろ向きの空気の流れで立ち上がる小型の板で、この板が屋根から立つことにより車体上方の空気の流れを乱流にして揚力を小さくさせ、車体が浮き上がらないようにすることで、転倒やそれ以上の大事故となることを防ぐものである。

## 用語、レース上の特徴
コーション
クラッシュなどの要因によってレース中のトラック上に危険な状態がある場合、黄色い旗が振られるとともに全区間追い越し禁止となり、ペースカーが導入され、ラップリーダー（その時点で1位の車）を先導する。 他カテゴリではフルコースコーションとも呼ばれるが、NASCARのレギュレーションではロードコースであっても特定区間のみのコーション（ローカルコーション）が存在しないため、単にコーションまたはイエローと呼ばれる。レースがあまりにも単調な場合、観客が落とした紙コップやスナック菓子の袋など些細な物でもコース清掃のためにコーションを発動する。これはリスタートの緊張感を含めたレースに変化を出すためである。逆にトップグループがアンダーグリーンピットし始めた場合では、相当鋭利でタイヤカットするような物が落ちなければ、混乱を避けるためにコーションを出さないという、レースの面白さを重視した出し方を行っている。
コンペディションコーション
レースウィーク中に雨などのトラブルにより走行周回が稼げない場合、決勝の序盤20周前後に予めオフィシャルより提示されるコーション。ピットイン自体は任意であるが、タイヤの摩耗などを確認するため4本交換+シャーシーアジャストを行うのが通例。これもレース終盤の接戦を演出するための措置である。
ラッキードッグパス
NASCARでは単独走行でタイムを稼ぐのは非常に難しいことから導入された救済措置。フリーパスとも呼ばれる。コーションが入る際、ラップダウン（周回遅れ）の最上位のマシンはリードラップ（トップと同一周回）の最下位へと戻される（ラップダウンの最上位が2周遅れの場合は1周遅れに戻る）。そのためラップリーダーの争いだけでなく、ラッキードッグパスを巡る争い、そしてラッキードッグパスを貰ってからの追い上げという3つの争いが激しくなり、エキサイティングなレース展開を更に盛り上げている。このルールを巧みに利用した例として、2009年第21戦ポコノがある。このレースで、トラブルを抱えたジミー・ジョンソンが3周遅れのほぼ最下位まで落ち込んだが、その後のラッキードッグパスを全て獲得し、最後のリスタートまでにリードラップに復帰し、結果13位に入った。
「ラッキードッグ」の名称はネーミングライツ（命名権）によるもので、かつて春のタラデガの冠スポンサーであったアメリカの家電量販店チェーン、アーロンズ(Aaron's)のマスコットキャラクターの名前である。
リスタート
コーション中の作業が終了するとリスタートとなる。スタート/フィニッシュラインの手前に設けられたリスタートゾーンにリーダーが進入すると同時にグリーンフラッグが振られ、レース再開となる。ただし、リーダーがスタート/フィニッシュラインを超える前に前車を追い越したドライバーにはペナルティが課せられる。なお、リスタートゾーンにもネーミングライツが付けられており、2017年シーズンは春のタラデガの冠スポンサーでもあるアメリカの損害保険会社ガイコ(GEICO)が保有している
コーション明けのリスタートは「アウトラインにトップと同一周回、インラインに周回遅れのマシン」という整列で行われるが残り周回数が1桁の時には全員順位関係無しに1列で整列となる。リスタート直後は混乱からクラッシュ→再度コーションが起きやすい事から、インラインで見た目上のトップを押さえたままコーションが発生すれば周回遅れを挽回することができ、逆転のチャンスが生まれることになり、上記のラッキードッグパス同様にエキサイティングなレースを演出している。
2009年第14戦ポコノよりルールが変更になり「アウトラインに奇数順位、インラインに偶数順位、並び順はラップリード車→ラップダウン車へどの周回数でも整列し、1位のドライバーはアウトライン/インラインの選択が可能」というスタイルに変更になった。これにより特にレース終盤での上位によるデッドヒートを演出されるようになった。
ピット関連
コーション中、ピットレーン開放直後の周回はリードラップ（リーダーと同一周回）、1周後にラップダウン（周回遅れ）のマシンが入れるようになるが、レース序盤でのコーションではラップダウンが少なくほぼ全車が入ることになり大混乱をきたす。そのためピットボックスへの入り方などドライバーサイド、ピットクルーの素早さなどクルーサイド両方の腕が要求される。また、コーションが出ないままでのピットイン（アンダーグリーンピット）ではピット作業のミスが大きな痛手となることから、さらにピットワークの重要さが増す。ピット戦略においても全てのタイヤを交換する「4タイヤチェンジ」、左右いずれかの2本を交換する「2タイヤチェンジ」、燃料補給のみ行う「スプラッシュ」など様々な作戦をとることができる。
ウェーブアラウンド
前述のとおり、コーション中のピットインは、まずリードラップが入り、次の周にラップダウンがピットインする。このとき、ラップダウンの車がピットに入らなかった場合、周回遅れにもかかわらず、ペースカーとリーダーの間にいることになる。これらの車をリスタートの1周前にペースカーを追い抜いて隊列の最後尾に誘導する措置をウェーブアラウンドという。これにより、隊列の最後尾にはなるものの、ほぼ1周分の遅れを取り戻すことになるが、ウェーブアラウンドを受けた車は当該コーション中にピットに入ることはできない。
リーダー（先頭車両）がステイアウトした場合はウェーブアラウンドは発動せず、ラップダウン車はリードラップカーの後方へと後退させられる。
グリーン・ホワイト・チェッカー
残り周回数が少ない場合、レースアクシデントによりコーション中にフィニッシュとなるような事態となってもアンダーイエローフィニッシュとはせず「グリーンフラッグでレースリスタート→次の周回でホワイトフラッグが振られファイナルラップへ→チェッカーフラッグでフィニッシュ」となるようレース自体が延長される。最後の最後の差し合いを演出するための措置。2009年までは延長は1度だけであったが、2010年からホワイトフラッグが振られる前に再度コーションになった場合3回まで再延長されることとなった。またキャンピングワールド・トラックシリーズでは3回という制限無しに、ホワイトフラッグが振られるまで再延長される。
NASCARオーバータイム
前述のグリーン・ホワイト・チェッカーをさらに整理し、2016年シーズンより導入された延長ルール。3大シリーズすべてに適用される。
残り2周のリスタート後、アンダーグリーンで先頭車両がオーバータイムラインを通過（クリーンリスタート）すれば、グリーン・ホワイト・チェッカー成立となり、ファイナルラップにホワイトフラッグが振られてレースは残り1周で成立する。ただし、オーバータイムライン通過前にコーションが発生すれば、改めてリスタートが試みられる。回数の制限はない。
グリーン・ホワイト・チェッカーが成立した後にレースアクシデントが起これば、イエローチェッカーもしくはレッドチェッカーでレース終了となる。
オーバータイムラインの位置はトラックによって異なるが、概ねオーバルトラック半周後付近に設定されていた。 2018年からは全トラック一律でスタート/フィニッシュライン上にオーバータイムラインが設定されている。
ビッグ・ワン
レース中に発生するクラッシュの中でも、特に多数のマシンが巻き込まれる多重クラッシュを指す名称。この場合クラッシュした複数のマシンによりコースが完全に塞がれてしまうことが多く、コーションではなくレッドフラッグ（レース中断）となることも少なくない。またフィニッシュ間際でビッグ・ワンが発生した場合は、前述のグリーン・ホワイト・チェッカーを適用せず、クラッシュ直後の黄旗提示時点での順位を最終順位とすることがある。
オーナーズチャンピオンシップ
NASCAR三大シリーズ戦独自の選手権。モンスターエナジーカップのドライバーは、同じ週に開催される下位のXfinityやトラックシリーズに同時エントリーすることが多く、なかにはカイル・ブッシュの様に同一週の三大シリーズ戦全てで勝ってしまう猛者もいる。そうしたトップドライバーたちの参戦で若手ドライバーの活躍を妨げることがないよう2011年に設定された。車両の持ち主（オーナー）にドライバーと同じだけポイントが入る。この選手権設定と同時に、ドライバーはドライバーズタイトルを争うシリーズを三大シリーズから一つだけしか選べなくなった。

## その他
- 数少ない海外開催の一例として、過去には1996年と97年に鈴鹿サーキットでロードレースが開催されたこともある。
- また、ツインリンクもてぎでは、1998/11/20〜22 に NASCAR THUNDER SPECIAL MOTEGI Coca−Cola 500, 1999/11/18〜20 に NASCAR Winston West Series Coca-Cola 500が開催された。
- 一人のドライバーに対して年間で十数台の車体が供給される（車体一台の値段は1500万円前後、これはレーシングカーとしては格安の値段）。
- アメリカ陸軍の大型輸送ヘリCH-47が車両を運ぶこともある。
- オーバルコース向けのセッティングはスタッガーと呼ばれる。左へ曲がりやすくするために車高・重心の左右バランスが大きくずれているため、直線部分でも常にハンドルを保持する必要がある。
- 改造した市販車をベースとしたレース車両を使っていることから、スポンサー企業のロゴがレース車両のボンネットを飾っている。スプリントカップにエントリーしている中には、アメリカの陸軍州兵（Army National Guard名義）がメインスポンサーとなっている車両も存在する[11]。かつてはアメリカ軍の主要五軍全てがそれぞれメインスポンサーを務める車両が存在したが[12]、海軍は2008年[13]、陸軍は2012年[14]を最後にスポンサーを撤退するなど、撤退が相次いでいる。
- 2021年10月2日、アラバマ州タラデガで開催されたレースでブランドン・ブラウンが優勝。このインタビューの際にレポーターが「観客がレッツゴー・ブランドンと叫んでいますよ」と振ったが、実際の映像では観客はFから始まる四文字の熟語を用いて「くそったれジョー・バイデン」と叫んでいた。このため共和党支持者を中心に「レッツゴー・ブランドン」が大統領への不満を意味する隠語として用いられるようになった[15][16]。

## 日本勢

### 日本メーカー

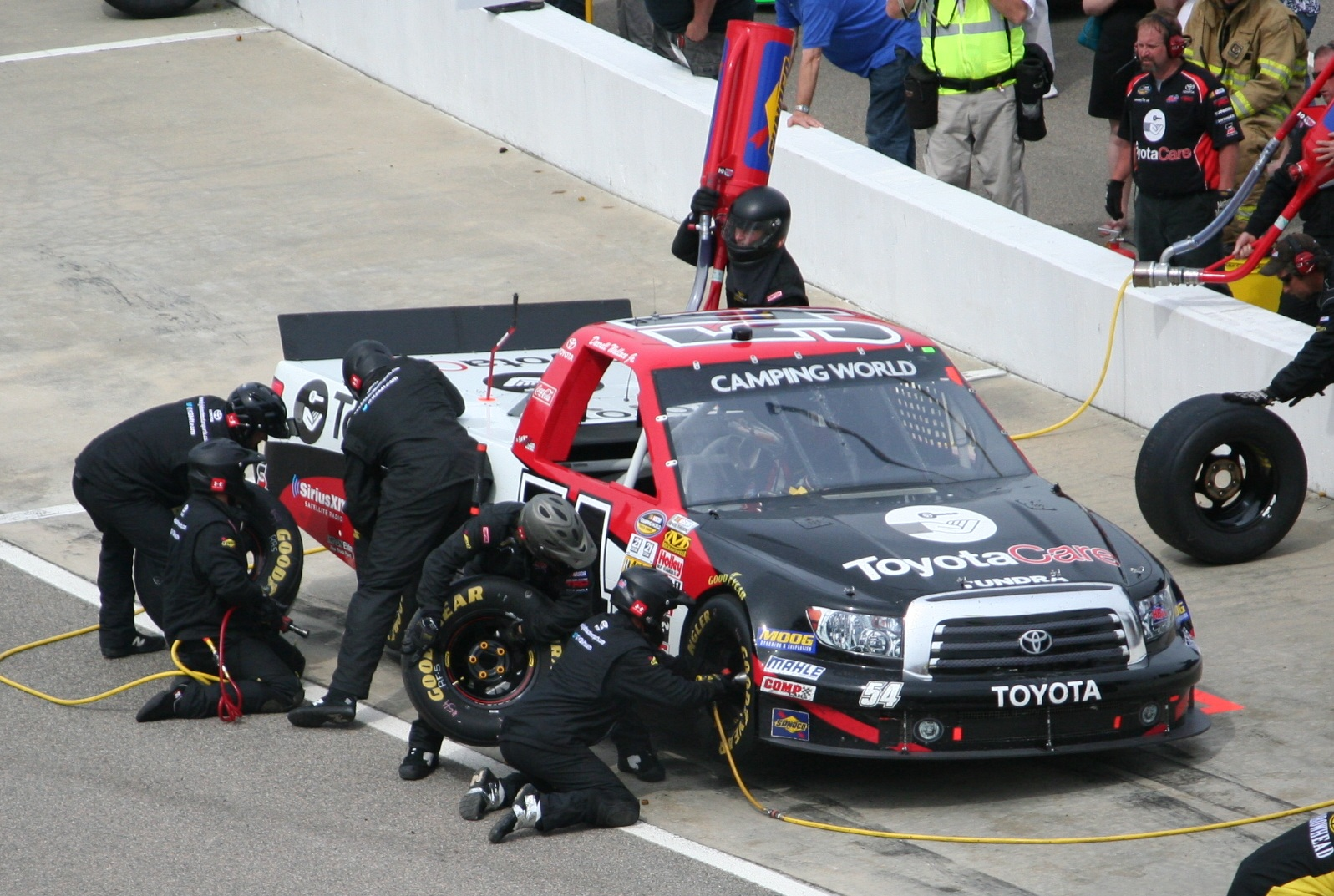
キャンピング・ワールド・トラック・シリーズのトヨタ・タンドラ

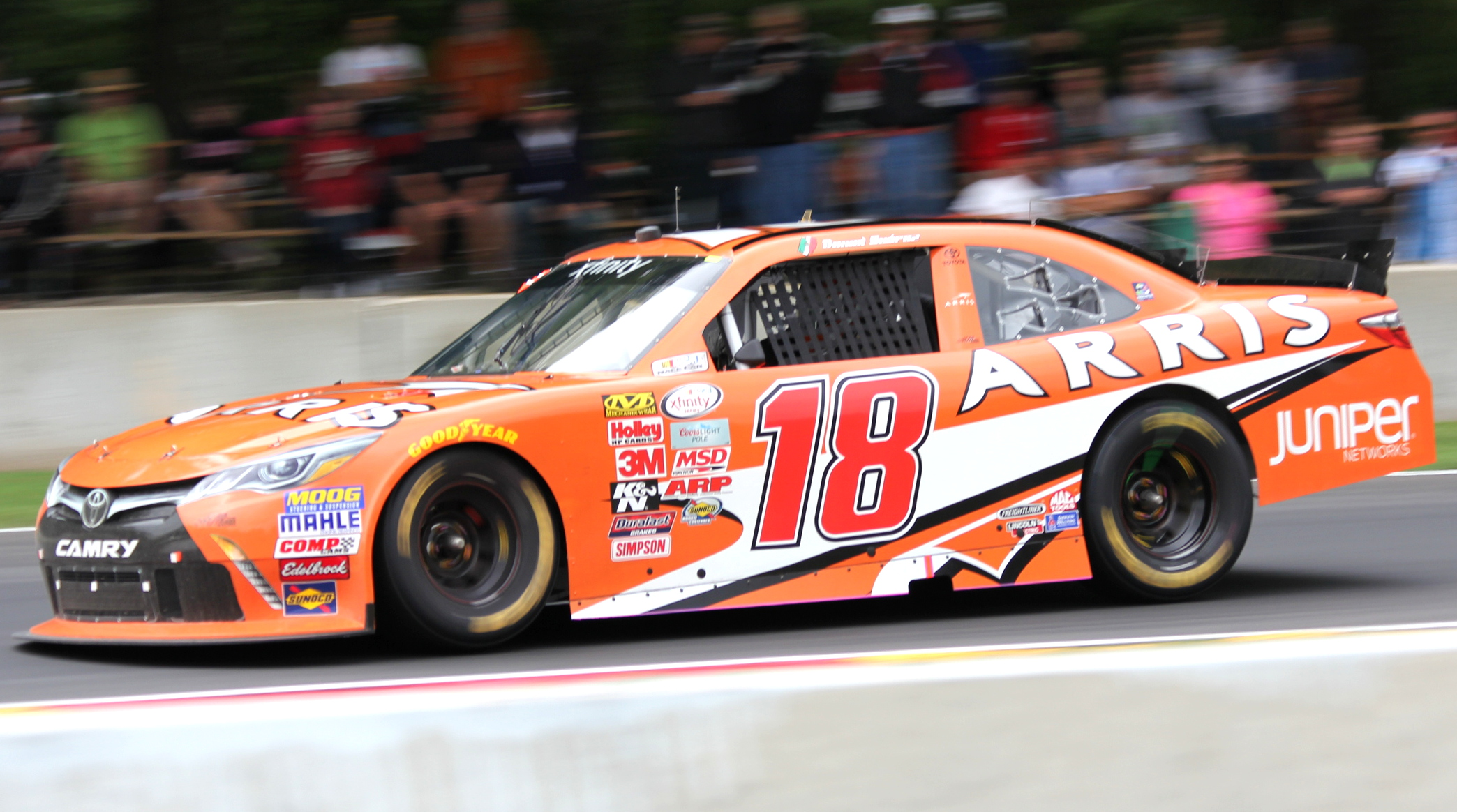
エクスフィニティ・シリーズのトヨタ・カムリ

過去から現在まで、トヨタがほぼ唯一日本メーカーとして参戦している。トヨタは2000年にV6エンジンのセリカでグッディーズダッシュシリーズからNASCARデビューし、2003年にドライバーズタイトルを獲得。2004年に日本メーカーとして初めて3大シリーズ戦の一つクラフツマン・トラックシリーズにタンドラでステップアップし、2006年には初のドライバーズ・マニュファクチャラーズタイトルを獲得した。以降同シリーズでは2016年までの11年間に全メーカー中最多の9度のマニュファクチャラーズタイトルを獲得した。
2007年からは最高峰のネクステルカップ・シリーズ、加えてネイションワイド・シリーズにもカムリで参戦を開始。ネイションワイド・シリーズでは2009年にドライバー・マニュファクチャラーズ、そして最高峰のスプリントカップ・シリーズでは2015年にドライバーズチャンピオン（カイル・ブッシュ）、2016年にマニュファクチャラーズタイトルを獲得している。2016年はデイトナ500優勝（デニー・ハムリン）、エクスフィニティ・シリーズ及びキャンピング・ワールド・トラック・シリーズのマニュファクチャラーズタイトルも勝ちとったため、三大シリーズ同年制覇の快挙を達成した。
2019年はカップ戦で最終戦前にマニュファクチャラーズタイトルを決める圧倒的な速さで、最終戦を制したブッシュがトヨタの3度目のドライバーズタイトルも獲得した。
カイル・ブッシュのNASCAR史上初の2度の同一週末での3大シリーズ制覇は全てトヨタ車によって成し遂げられている。また、2016年にマーティン・トゥルーレックスJr.がコカ・コーラ600で全400周中392周、588マイルに渡ってラップリードを記録して勝利した時のマシンもトヨタ・カムリであった。
エクスフィニティは2019年にベース車両をカムリからGRスープラへと切り替えた。

### 日本人ドライバー
日本人としては過去に鈴木誠一が1969年（昭和44年）から1971年（昭和46年）に掛けて、スポット参戦ながらもNASCAR Grand Americanシリーズのデイトナ戦に3年連続で参戦。1995年（平成7年）には桃田健史が NASCAR SuperTruck Series(現：キャンピング・ワールド・トラック・シリーズ）のシリーズ発足年にPhoenixで1戦参戦している。2000年（平成12年）には古賀琢麻がNASCAR Weekly Racing Series に参戦、シリーズ参戦選手の中でもっともアグレッシブだったドライバーに与えられるハードチャージャーアワードを受賞している。2002年（平成14年）からNASCAR K&N Pro Series-Westに参戦し、2017年よりフルシーズン参戦をしている。 
2002年（平成14年）には福山英朗がウインストン・カップ（現・モンスターエナジー Cup シリーズ）にDover戦でデビューし、翌2003年（平成15年）にはLas Vegas、Sonoma戦で決勝進出し、日本人として計4戦のNASCAR カップ シリーズ レースキャリアを持っている。
現在は2003年（平成15年）から Whelen All-American Series に参戦を開始した尾形明紀が、NASCAR K&N PRO SERIES-EASTの経験を経て、2014年（平成26年）からキャンピング・ワールド・トラック・シリーズにスポット参戦している。また2017年から、欧州で開催されるNASCAR・ウィレン・ユーロシリーズに三浦健光がカムリで参戦している。

### 日本人チームオーナー
クラフツマン・トラック・シリーズなどにドライバーとして参戦していた服部茂章が、2008年からHRE（ハットリ・レーシング・エンタープライズ）を組織してチームとして参戦。2009年にはトヨタと日本政府観光局がスポンサーになってキャンピング・ワールド・トラックシリーズにスポット参戦した。
その後HREはNASCAR K&N PRO SERIES－EASTで優勝を取ったあと、2017年からキャンピング・ワールド・トラック・シリーズにフル参戦を開始。2018年にアトランタで初優勝を挙げると、同年日本人オーナーとして初となる3大シリーズチャンピオン獲得を達成した。

### 日本開催
1996年・1997年に鈴鹿サーキット東側コース、1998年にツインリンクもてぎのオーバルコースでエキシビション戦の「NASCARサンダースペシャル」、1999年にツインリンクもてぎのオーバルで「NASCARウィンストンウェストシリーズ（NASCAR K&Nプロシリーズの前身）・コカコーラ500」が開催された。ジェフ・ゴードンやデイル・アーンハート、ダレル・ウォルトリップ、デイル・ジャレットといったスーパースターが来日した他、日本からも土屋圭市、織戸学、福山英朗、中谷明彦、脇田一輝、中路基敬が参戦した。

## 放送局(メディア)
日本国内
2003年まではGAORAにて放送されていた。
2004年から日テレジータスが、カップシリーズの全戦（36戦）及びノンタイトル戦2戦（アドバンス・オートパーツ・クラッシュ、NASCARオールスターレース）、計38戦の放送を行っていた。そのうち、開幕戦のデイトナ500と最終戦のフォード・エコブースト400は生中継で初回オンエアを実施していた。しかし、2019年12月に来期（2020年）の放映権を取得しないことを発表。16年にわたる放送に終止符を打った。
2023年8月13日のブリックヤード200は小林可夢偉のスポット参戦が決まったことを受け、GAORAにて生中継された。同局でのNASCAR生中継は20年ぶり、日本国内では4年ぶりとなる。
この放送以降GAORA SPORTSでは不定期でカップシリーズを生中継している。(全戦ではなく一部のレースのみ)
また、毎戦トヨタが日本語版のレースレポートをリリースしている。
2025年2月、ABEMAが日本国内のネット配信権を取得したことを発表。同年のカップシリーズ第2戦より録画中継を行う。
アメリカ本国
FOX・NBCと同国大手の放送局が持ち回りで放送を担当しており、近年ではスポーツニュース番組等でも連日話題に取りあげられる。公式ウェブサイトやスマートフォンでも情報を得られるサービスが積極的に展開されている。
全世界
2017年より公式アプリ「NASCAR TrackPass」にて全世界向けにライブ配信を行っていたが、2022年限りで終了となった。現在は公式YouTubeチャンネルにて「Full Race Replay」と称してレース終了から10日前後に録画配信されている。